# Wągłczew (gromada)
Wągłczew – dawna gromada, czyli najmniejsza jednostka podziału terytorialnego Polskiej Rzeczypospolitej Ludowej w latach 1954–1972.
Gromady, z gromadzkimi radami narodowymi (GRN) jako organami władzy najniższego stopnia na wsi, funkcjonowały od reformy reorganizującej administrację wiejską przeprowadzonej jesienią 1954 do momentu ich zniesienia z dniem 1 stycznia 1973, tym samym wypierając organizację gminną w latach 1954–1972.
Gromadę Wągłczew siedzibą GRN w Wągłczewie utworzono – jako jedną z 8759 gromad na obszarze Polski – w powiecie sieradzkim w woj. łódzkim, na mocy uchwały nr 38/54 WRN w Łodzi z dnia 4 października 1954. W skład jednostki weszły obszary dotychczasowych gromad Wągłczew i Sadokrzyce ze zniesionej gminy Wróblew oraz obszary dotychczasowych gromad Brudzew, Łubna-Jarosłaj, Łubna-Jakusy i Sudoły ze zniesionej gminy Gruszczyce w tymże powiecie. Dla gromady ustalono 17 członków gromadzkiej rady narodowej.
1 lipca 1968 gromadę zniesiono, a jej obszar włączono do gromad: Gruszczyce (osadę Dzięcioły, kolonię Łubna Czarnysz, kolonię Ostrówek, kolonię Sudoły-Jakusy, kolonię Sudoły-Jarosłaj, kolonię Wyrąbieniec, wieś i kolonię Bruszew, wieś i kolonię Łubna-Jakusy, wieś, kolonię i parcelę Łubna-Jarosłaj, kolonię Osowiec, kolonię Łubna-Ostrówek, kolonię Łubna Podgajna oraz wieś Sudoły) i Wróblew (wieś i kolonię Sadokrzyce, kolonię Podgorzuchy, kolonię Podraczew-Sadokrzyce, kolonię Świergiel, wieś i kolonię Wągłczew, kolonię Gaj-Bok, kolonię Orzeł Biały, kolonię Wągłczew-Repta, kolonię Pruszennica i kolonię Zimna Woda) w tymże powiecie.